# Brachycaudus plantaginis
Brachycaudus plantaginis är en insektsart. Brachycaudus plantaginis ingår i släktet Brachycaudus och familjen långrörsbladlöss. Inga underarter finns listade i Catalogue of Life.